# Aichstetten
Aichstetten település Németországban, azon belül Baden-Württembergben. Lakosainak száma 2844 fő (2023. december 31.). Aichstetten Bad Wurzach, Aitrach, Lautrach és Leutkirch im Allgäu községekkel határos.

## Népesség
A település népessége az elmúlt években az alábbi módon változott:
| Lakosok száma | 2090 | 2819 | 2806 | 2884 | 2871 | 2844 |
|               | 1975 | 2017 | 2019 | 2021 | 2022 | 2023 |